# Keszthelyi Erik
Keszthelyi Erik (Szekszárd, 1983. december 22. –) biztosítási szakember, üzletember, címzetes egyetemi docens. Cégcsoportja meghatározó a magyarországi biztosítási piacon, többségi tulajdona van a CIG Pannónia Életbiztosító Nyrt.-ben, az egyetlen tőzsdén jegyzett magyar biztosítótársaságban. 
A Forbes 2024-es ranglistáján "Az 50 leggazdagabb magyar" között 102,9 milliárd forintra becsült vagyonával a 26. helyen szerepelt, a 2025-ös „A 100 leggazdagabb magyar” kiadvány rangsorában pedig a 29. helyen.

## Kezdeti évek, tanulmányok
Szülei a vendéglátóiparban dolgoztak, ötéves korában már felszolgálóként segített a családi vállalkozásukban üzemeltetett vendéglátóegységben. Szülei válását követően édesapja nevelte. Az általános iskola befejezését követően a Tolna Megyei SZC Hunyadi Mátyás Vendéglátó és Turisztikai Technikum és Szakképző Iskolába járt. 16 éves korában elvesztette édesapját. Az érettségit követően, iskolájában maradva, elvégezte a kétéves vendéglátóipari technikumot, majd azt követően Keszthelyen a Pannon Egyetem Georgikon Karán folytatta tanulmányait, melyeket két év elteltével félbeszakított.

## Cégalapítás
Keszthelyi, 2005-ben a Grawe osztrák biztosító képzésén keresztül ismerte meg a biztosítási szakmát. Huszonnégy évesen döntött úgy, hogy a családi tradíció, a vendéglátás helyett a biztosítási tanácsadást választja hivatásul. Kilépett a családi vendéglátócégből és felesége anyagi segítségével, négy társsal, brókercéget alapított Szekszárdon. 2010-ben annak az Optimal-GB Kft.-nek lett a 20 százalékos tulajdonosa, mely két év múlva, társai kivásárlását követően már 100 százalékban az övé lett. Vállalkozása nevét Hungarikum Biztosítási Alkusz Kft.-re változtatta.

## Cégépítés
Cége 2013-ban jelentősen bővült, amikor megnyerte a Volánbusz tenderét. 2018-ban a Mészáros Csoport társtulajdonossá vált Keszthelyi Hungarikum Biztosítási Alkusz Kft.-jében. 2019-ben a Hungarikum Biztosítási Alkuszon keresztül a biztosításközvetítői piac lakossági és kkv szegmensében aktív vállalatában, a UFS Group Pénzügyi Tervezőben szerzett többségi tulajdont. Ugyanebben az évben biztosítási cégcsoportja több mint 2.000 magyarországi nagyvállalat és vállalatcsoport biztosítási portfólióját kezelte, nettó árbevétele megközelítette a 4,4 milliárd forintot. 2020-ban a Reticulum Insurance Biztosítási Alkusz teljes állományátruházással csatlakozott a Hungarikum Biztosítási Alkuszhoz csakúgy, mint az Insurance Partners Biztosítási Alkusz. Szintén ebben az évben az MTB Magyar Takarékszövetkezeti Bank 25 százalékos tulajdonrészt vásárolt Keszthelyi HUNBankbiztosítás Kft.-jében, míg Keszthelyi Hungarikum Biztosítási Alkusza az Insurance Partners Biztosítási Alkuszban tett szert többségi tulajdonra.
2021-től a Hungarikum Biztosítási Alkusz és tizenkét tagvállalata Hungarikum Alkusz Cégcsoport néven folytatta működését.
2022-re Keszthelyi ügyfeleinek száma meghaladta a félmilliót, több mint 120 milliárd forint értékű biztosítást közvetített a biztosítók irányába. Cégcsoportjával 17,4 milliárd forint nettó árbevételt ért el, a mérlegfőösszeg meghaladta a 25 milliárd forintot, piaci részesedése pedig csaknem elérte a 20 százalékot.
2023 januárjában létrehozta a Magyar Biztosítóholdingot, a Hungarikum Biztosítási Alkusz Kft. pedig zártkörűen működő részvénytársasággá alakult át és Hungarikum Biztosítási Alkusz Zrt. néven folytatta tovább működését.
2023 júliusában Keszthelyi öt Kft.-jét, a HUNInsurance-t, a HUNInsurtechet, a HUNPartnert, a HUNPénzügyi Tervezőt és a HUNRisk.hu-t beolvasztotta a Hungarikum Biztosítási Alkusz Zrt.-be. Ezzel a fúzióval létrejött a legnagyobb magyar tulajdonú biztosítási és pénzügyi szolgáltató, melynek árbevétele az év végére 22,5 milliárd, adózott eredménye pedig 10,4 milliárd forintot tett ki, majd 2024-es árbevétele pedig meghaladta a 31,5 milliárd forintot, amely éves szinten 41 százalékos                      árbevétel-növekedést jelent.

## Portfólióbővítés
2024 januárjában a magyar biztosítási piac megreformálása és az alkusztársadalom érdekeinek képviselete céljából a Hungarikum Alkusz támogatásával megalapításra került a Magyar Biztosítási Tanácsadók Szövetsége.
A társaság 2024. január 30-án belépett az online biztosításközvetítői piacra is biztosításipiac.hu márkanéven, a márciusi lakásbiztosítási kampány keretében pedig az ügyfelek edukációja céljából a biztosítási szektor egyik legnagyobb integrált médiakampányát valósította meg.
2024 júniusában a Hungarikum Alkusz az Ernst & Young EY objektív kritériumrendszere alapján elnyerte a Diversity, Equity & Inclusion (DEI), Sokszínű és Méltányos Munkahely elismerést. 2024 novemberében a társaság a Dun & Bradstreet objektív cégminősítése alapján elnyerte a pénzügyileg legstabilabb cégek AAA (tripla A) Tanúsítványát.
2025 márciusában Magyarországon első alkalommal, 29 ország részvételével Budapesten rendezték meg a Brokerslink világszervezet európai konferenciáját. A nemzetközi biztosításközvetítői szektor kiemelt jelentőséggel bíró eseményének házigazdája a Brokerslink kizárólagos magyar partnere, a Hungarikum Biztosítási Alkusz Zrt. volt.
2025 júniusában a Hungarikum Biztosítási Alkusz Zrt. többségi tulajdont vásárolt a Callfactory holdingcégében, amely Magyarország egyik vezető call center szolgáltató vállalatcsoportja. Az akvizícióval két 100 százalékban magyar tulajdonban lévő vállalatcsoport kapcsolódott össze, a magyar biztosításközvetítői piac legkomplexebb szolgáltatásait nyújtva.

## Budapesti Értéktőzsde
2020 októberében a Hungarikum Biztosítási Alkusz Kft.-n keresztül Keszthelyi többségi részesedést szerzett a magyar tőzsdén biztosítótársaságként egyedül jegyzett CIG Pannónia Életbiztosító Nyrt.-ben. A CIG Pannónia Csoport 2022. díjbevétele meghaladta a 33,1 milliárd forintot. Keszthelyiék 14,3 milliárd forintot fordítottak tulajdonszerzésre, a Hungarikum Biztosítási Alkusz tulajdoni részesedését közel 59 százalékra emelték 2023. augusztusára.
A Hungarikum Biztosítási Alkuszt 2021-ben a Budapesti Értéktőzsde beválasztotta a BÉT50 prémiumvállalatai közé.

## Társadalmi felelősségvállalás
Keszthelyi 2016-ban létrehozott alapítványa, a HUNAlapítvány a Jövőért (eredeti nevén Keszthelyi Alapítvány a Mosolygó Gyermekekért) célja a súlyosan beteg, hátrányos helyzetű gyermekek ápolásának, egészségügyi kezelésének támogatása. Emellett segíti a kimagasló teljesítményt nyújtó gyermekek és fiatalok kultúrához, művelődéshez, sporthoz, közösségi élményekhez való hozzáférését. Elkötelezett az egészségügy, azon belül a betegellátás támogatásában is. Keszthelyi szerepelt a magyarországi jótékonyság helyzetéről, a nagyobb adakozókról a Napi.hu által megjelentetett A legjótékonyabb magyarok kiadványban 2021-ben.

## Oktatástámogatás
Keszthelyi kezdeményezésére 2023. augusztusában három magyarországi egyetemmel, a Miskolci Egyetemmel, a győri Széchenyi István Egyetemmel és a Dunaújvárosi Egyetemmel akkreditált felsőoktatási szintű biztosítási- és pénzügyi szaktanácsadói szakirányú képzés megindításáról állapodtak meg. A szerződés értelmében a Hungarikum Biztosítási Alkusz a felsőoktatási szintű képzést szakoktatókkal és a hallgatók részére nyújtott gyakorlati lehetőségek biztosításával támogatja.
A biztosítási szakma fiatalítása és a legmagasabb szintű tudás megszerzése érdekében a két féléves biztosítási és pénzügyi tanácsadói felsőoktatási szakképzés 2023 szeptemberében országos szinten elsőként a győri egyetemen indult meg. Az első évfolyamon végzett 47 hallgató 2024 júliusában vehette át a képzést elismerő oklevelet.

## Szponzorálás
2023-tól Kovács Katalin, háromszoros olimpiai bajnok és harmincegyszeres világbajnok kajakozó világviszonylatban is egyedülálló sportakadémiáját, a Kovács Katalin Kajak-Kenu Akadémiát támogatja a Hungarikum Biztosítási Alkusz Zrt.
2025. februárjában a Hungarikum Biztosítási Alkusz Zrt. támogatója lett a One Veszprém KC kézilabdacsapatának, stratégiai partnerséget kötött a Magyarország egyik legsikeresebb és nemzetközi szinten is élmezőnybe tartozó kézilabda egyesületét működtető Veszprém Handball Team Zrt.-vel.

## Személye körüli viták
Keszthelyit gyakran érték támadások a Fidesszel való szoros kapcsolata, illetve a Mészáros Lőrinccel való kapcsolata miatt.
Keszthelyi ezekre a vádakra reagálva, magát „abszolút jobboldali érzelműnek” mondta, és nem tagadta, hogy a Fideszt 2014-től nyíltan, anyagilag is támogatta. A NER-kapcsolatokra, állami megrendelésekre vonatkozó támadásokra azt felelte, hogy az állami cégek aránya az összes bevételükben nem éri el a 30 százalékot. A Mészárossal kapcsolatos támadásokra válaszolva kijelentette, hogy Mészárossal az üzleti kapcsolatokon túl is barátok.

## Család
Keszthelyi Erik két gyermek édesapja.

## Egyéb tisztségek
- A Széchenyi István Egyetem címzetes egyetemi docense.[51]
- Keszthelyi tagja a Dunaújvárosi Egyetemért Alapítvány Kuratóriumának[52]
- MBH Bank elnök-vezérigazgatói tanácsadó (2022 –)[53]